# Bhutanthera albomarginata
Bhutanthera albomarginata är en orkidéart som först beskrevs av George King och Jozef Pantocsek och som fick sitt nu gällande namn av Jany Renz.
Bhutanthera albomarginata ingår i släktet Bhutanthera och familjen orkidéer. Inga underarter finns listade i Catalogue of Life.